# 棣华居
棣华居位于中国广东省梅州市梅县区白宫镇新联村，是一座客家围龙屋，与联芳楼近在咫尺，90年代初广东省文化厅派出工作人员评定联芳楼的文物保护等级发型了这座在深山中保存完整的民居，“棣华”两字源于《诗经·小雅·棠棣》：“棠棣之华，鄂不韡韡”。